# Baby Doll – Begehre nicht des anderen Weib
Baby Doll – Begehre nicht des anderen Weib ist ein US-amerikanisches Filmdrama aus dem Jahr 1956 von Regisseur Elia Kazan und basiert auf dem Theaterstück 27 Wagen voll mit Baumwolle (27 Wagons Full of Cotton) von Tennessee Williams.

## Inhalt
Der grobe Archie Lee Meighan lebt im US-amerikanischen Süden nahe einer Kleinstadt mit seiner Frau „Baby Doll“ und seiner alten, geistig verwirrten Tante Rose Comfort. Die Ehe wurde bisher nicht vollzogen, da der Baumwollfarmer seinem Schwiegervater vor drei Jahren versprechen musste, nicht vor dem 20. Geburtstag Hand an seine jugendliche Braut anzulegen, die nie die vierte Klasse beendete. Dieses von Lee ersehnte Ereignis soll am morgigen Tag begangen werden.
Wirtschaftlich steht Meighan vor dem Bankrott. Seine Baumwollmühle steht still; er selbst ist dem Alkohol zugetan. Die Schuld an seinem Misserfolg gibt er dem zugewanderten Sizilianer Silva Vacarro, der ein erfolgreiches Pflanzersyndikat gegründet hat. Als am Nachmittag sein auf Raten gekauftes Mobiliar abgeholt wird, zündet Meighan aus Wut darüber das neue Verarbeitungsgebäude von Vacarro an. Der erfahrene Italiener weiß jedoch, wo der Brandstifter zu finden ist, und besucht die Meighans in ihrem heruntergekommenen Landhaus, um sich Gewissheit zu verschaffen. Vacarro isst bei ihnen und übergibt Archie Lee zum Schein die laufenden Aufträge. Die hysterische Lustigkeit kippt plötzlich in Ernst um, als der erfolgreiche Farmer mit Baby Doll anbändelt. Diese wird zwischen Einfalt, Ungebildetheit und Kälte auf der einen Seite und Berechnung und einem verborgenen Zärtlichkeitsbedürfnis auf der anderen Seite angetrieben. Vacarro weckt in dem Mädchen, das noch in seinem alten Kinderbett schläft und am Daumen lutscht, erste sexuelle Bedürfnisse. Es verfällt dem Italiener und gesteht, dass sein eifersüchtiger Gatte den Brand gelegt hat.

## Hintergrund
Der Film entwickelte sich zu einem der größten Skandalfilme der US-Kinogeschichte. Kinos wurden von Demonstranten belagert, Pfarrer riefen zum Boykott auf. Es kam zu Klagen und einstweiligen Verfügungen. Bombendrohungen führten dazu, dass Kinosäle geräumt werden mussten, und Kinobetreiber nahmen den Film reihenweise aus dem Programm. Die Catholic Legion of Decency und der New Yorker Kardinal Spellman wirkten darauf hin, den Film wegen seiner Darstellung sexueller Themen zu zensieren. Diese sahen den Film als „das verderblichste Machwerk und der schmutzigste Reißer, der je aus Hollywoods Teufelsküche kam“. Kazan selbst beschrieb die Titelfigur als „eine Mischung von Marzipan und Zement.“
Der Szenenbildner des Films war Richard Sylbert, in einer kleinen Rolle als Zahnarzt gab Rip Torn sein Filmdebüt. Für Eli Wallach war Baby Doll ebenfalls das Filmdebüt. Nach der Titelrolle wurde später das Kleidungsstück Babydoll benannt.

## Kritiken
Bosley Crowther von der The New York Times beschrieb Williams’ Filmdrehbuch, als ob die Geister aus Endstation Sehnsucht im Morast von Erskine Caldwells berühmter Tobacco Road stecken geblieben wären. Williams’ „wertlose, lasterhafte Figuren“ seien „klinisch interessant“. Die Darsteller Karl Malden, Carroll Baker, Mildred Dunnock und Eli Wallach würden unter Elia Kazans „hervorragender Regie“ die Leinwand „nahezu zersetzen“.
Time bezeichnete Baby Doll in seiner zeitgenössischen Kritik als „wohl dreckigsten aus Amerika stammenden Kinofilm, der jemals legal aufgeführt wurde.“ Der Film löse absichtlich Empörung aus. Elia Kazan könnte sich nicht entscheiden, ob er „ein düsteres Gedicht oder einfach einen dreckigen Witz“ erzählen wolle. Die schauspielerischen Leistungen seiner Veteranen seien „kunstvoll“.
6000 Filme schreibt: „Als berechnete Schilderung minderwertiger Charaktere meisterhaft präzis, aber die verfängliche Sinnlichkeit im Zusammenklang von Thema, Bild und Dialog führt zu einem negativen Gesamteindruck. Abzuraten.“
Der Filmdienst urteilt: „Nach einem Buch von Tennessee Williams zeichnet der Film kalt und präzise, aber nicht ohne Ironie den Verfall einer Familie durch verdrängte und durch unkontrollierte Leidenschaften.“

## Auszeichnungen
- Der Film wurde in vier Kategorien für den Academy Award 1957 nominiert: Beste Schauspielerin in einer Hauptrolle (Carroll Baker), Beste Nebenrolle (Mildred Dunnock), Beste Kinematographie (schwarz-weiß) und das Beste Drehbuch.
- Eli Wallach gewann einen British Film Academy Award in der Kategorie Bester Nachwuchsdarsteller (Most Promising Newcomer) und wurde ebenso wie Carroll Baker und Karl Malden für einen Golden Globe Award nominiert.
- Elia Kazan gewann den Golden Globe Award als Bester Regisseur, Caroll Baker den Preis als Beste Nachwuchsdarstellerin.